# Arthur James Nesbitt
Arthur James Nesbitt (né le 19 août 1880 - mort le 24 octobre 1954) est un homme d'affaires et philanthrope canadien. Il est le cofondateur de Nesbitt, Thomson and Company (en) et de Power Corporation du Canada.

## Biographie
Né à Saint-Jean (Nouveau-Brunswick), Arthur Nesbitt travaille d'abord comme vendeur itinérant. Au cours de ses voyages, il rencontre Peter A. T. Thomson, vendeur pour la filière canadienne de Heinz. Les deux hommes se lient d'amitié et promeuvent leurs produits respectifs. 
Nesbitt est engagé par Max Aitken afin de travailler à la Royal Securities Corporation (en). En 1906, après avoir été formé à Londres, Nesbitt est renvoyé au Canada pour ouvrir des bureaux à Montréal. Nesbitt y fait de bonnes affaires. En 1910, marié, il a deux garçons et achète une maison à Westmount.

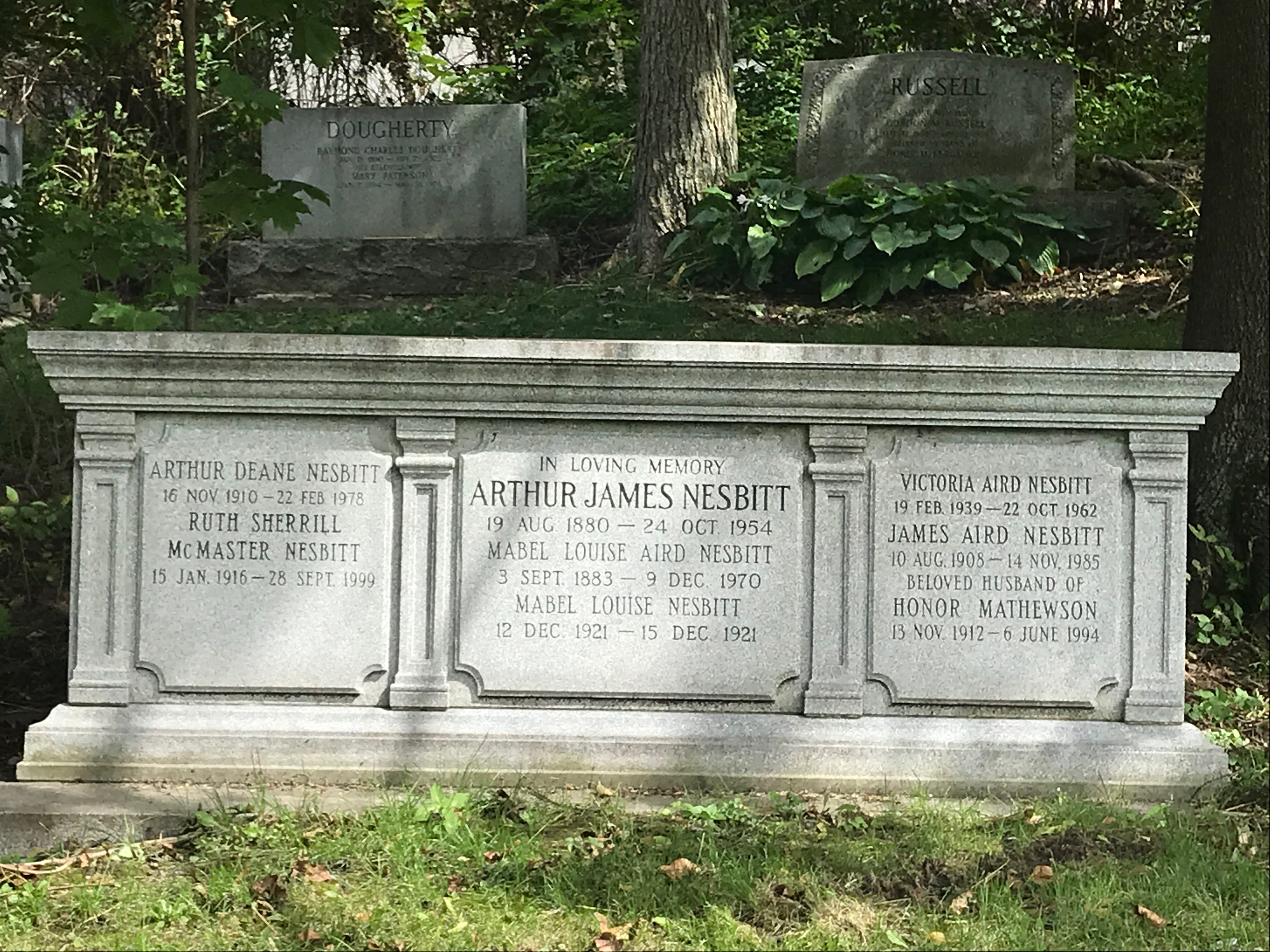
Monument funéraire de la famille Nesbitt, au cimetière Mont-Royal.

Ayant gardé le contact avec Peter Thomson, les deux hommes s'associent et ouvre une firme de courtage (en), la Nesbitt, Thomson and Company, dont les bureaux sont situés au coin de la rue Saint-Jacques à Montréal et à Hamilton (Ontario). L'entreprise fait affaire avec l'industrie minière ainsi que d'autres compagnies œuvrant dans les ressources naturelles. En 1925, Nesbitt, Thomson and Company détient plusieurs parts dans le domaine de la production d'électricité. Les deux partenaires fondent Power Corporation du Canada et Nesbitt en est le premier président.
Nesbitt, Thomson and Company continue sa croissance et devient l'une des plus grosses firmes de courtage du Canada. Arthur Nesbitt soutient un nombre grandissant de projets bénévoles.
En 1927, Nesbitt achète le grand magasin Ogilvy's de Montréal. Ce dernier sera dirigé avec succès pendant plus de cinquante ans par son fils James Aird. Le second fils de Nesbitt, Arthur Deane Nesbitt (en), s'investira quant à lui dans l'entreprise familiale.
Nesbitt meurt en 1954, Il est inhumé au cimetière Mont-Royal de Montréal. En 1989, son petit-fils A. R. Deane Nesbitt publie son histoire : Dry Goods & Pickles: The Story of Nesbitt, Thomson.